# Badhotellet, Södertälje
För olika betydelser av "Badhotellet", se Badhotellet

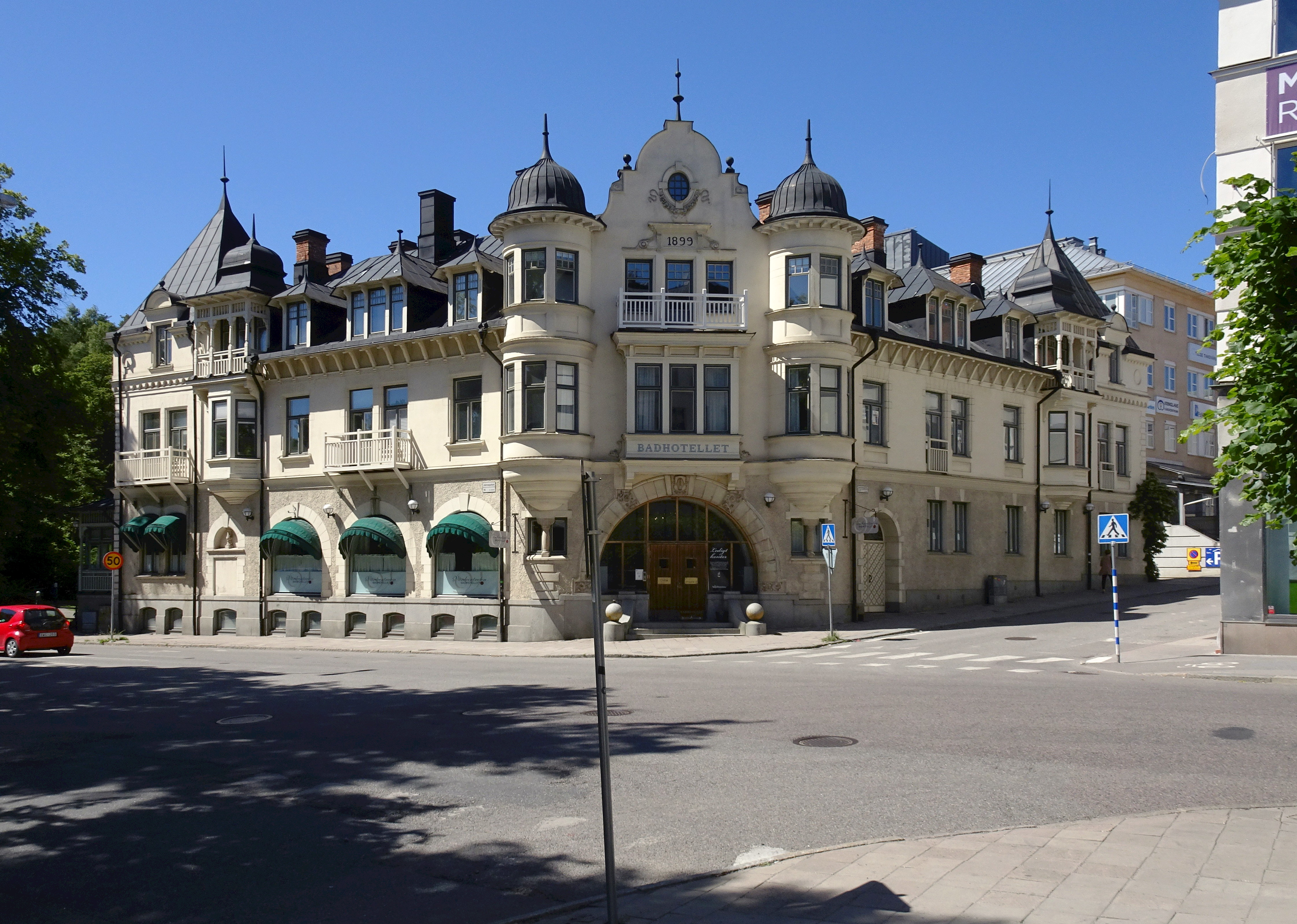
Före detta Badhotellet på sommaren 2017.

Badhotellet är en tidigare hotellbyggnad vid Järnagatan 16 i Södertälje. Anläggningen stod färdig 1899 och ritades av arkitekt Edward Ohlsson. Hotellverksamhet bedrevs fram till slutet av 1970-talet. Idag finns kontor i huset. Byggnaden är av Stockholms läns museum rödklassad vilket innebär att byggnaden motsvarar fordringarna för byggnadsminnesförklaring enligt Kulturmiljölagen.

## Bakgrund

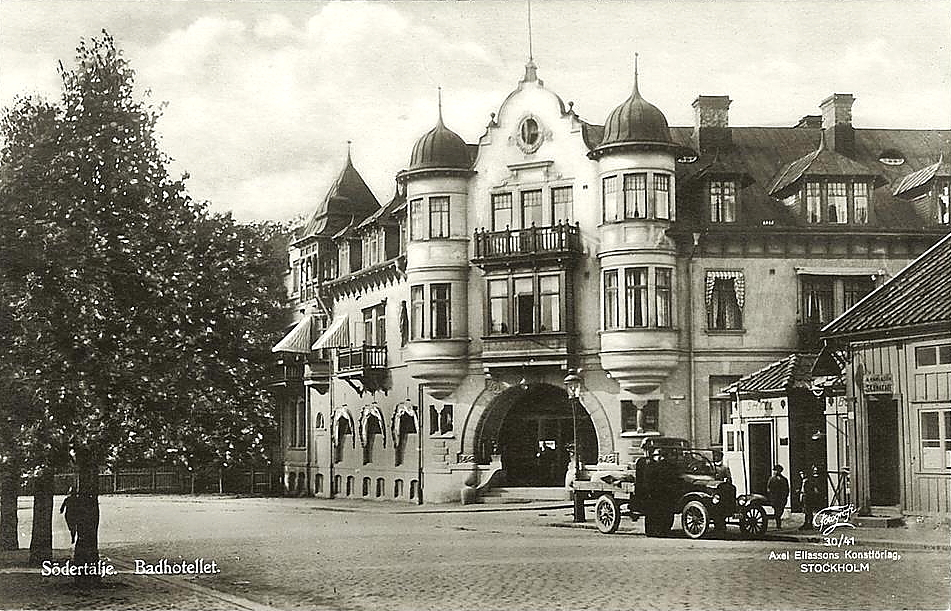
Badhotellet omkring 1900.

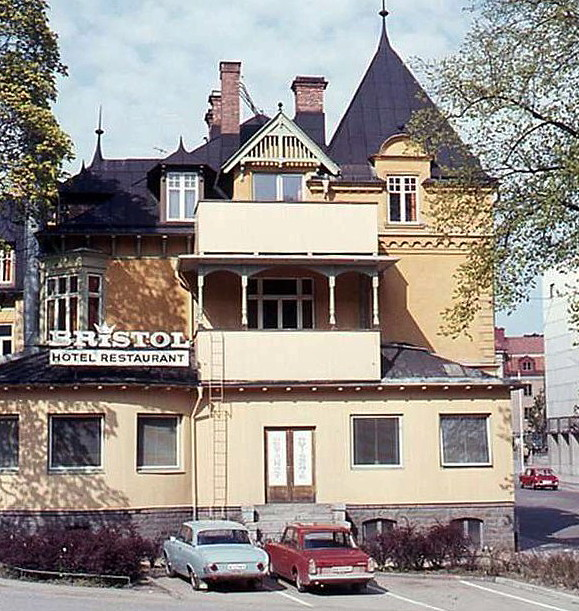
Hotel Bristol 1960-tal.

I slutet av 1800-talet blev Södertälje känt som badort med badanläggningar, park och hotell. Badortsverksamheten blomstrande och delar av Stockholmssocieteten tillbringade sommarsäsongen i Södertälje. På stadens initiativ byggdes Södertäljes stadshotell (senare kallat Nya Strandhotellet, idag Quality Hotel Park), vid Järnagatan 9. Stadshotellet ritades av Ernst Haegglund och stod klart 1888. Men kapaciteten räckte inte och för att tillgodose efterfrågan på hotellrum bildades år 1898 ett särskilt Badhotellsaktiebolag som tog initiativet till att låta bygga ytterligare ett stort badhotell.

## Badhotellet
Byggnaden skulle uppföras på en av badinrättningen ägd tomt, belägen nära järnvägsstationen och Badparken där det fanns bad- och societetshus. Uppdraget att rita det nya hotellet gick till Stockholmsarkitekten Edward Ohlsson. Han formgav byggnaden i tidstypisk arkitektur med en blandning av historismus och jugend. Fasaderna är putsade och rikt smyckade med burspråk, balkonger, fantasifulla takkupor och toureller.
Stadens badortsepok varade i nästan 100 år, mellan åren 1849 och 1945. Därefter minskade antal hotellgäster. Kvar från badortsepoken finns idag Badhotellet, Stadshotellet, Villa Bellevue och delar av Badparken som numera ligger väster om Oxbacksleden. Funktionen som badhotell behölls fram till 1950-talet då namnet ändrades till Hotel Bristol.

## Husets vidare öden
I slutet av 1970-talet upphörde hotellverksamheten helt och olika restauranger och ett diskotek fanns i byggnadens bottenvåning medan hotellvåningarna blev till kontor. Byggnadens yttre hade då blivit kraftig förvanskad. 
Åren 1994–1995 genomfördes en totalrenovering under regi av Telge Fastigheter då husets fasader återställdes till sitt ursprungliga utseende. Huset kallas fortfarande ”Badhotellet” men inhyser bland annat kontor för ett 20-tal företag och ”Vårdcentralen Badhotellet”. En liten rest av den forna Badparken som sträckte sig nästan fram till Torekällberget finns bevarad i en liten park i anslutning söder om huset.

## Nutida bilder

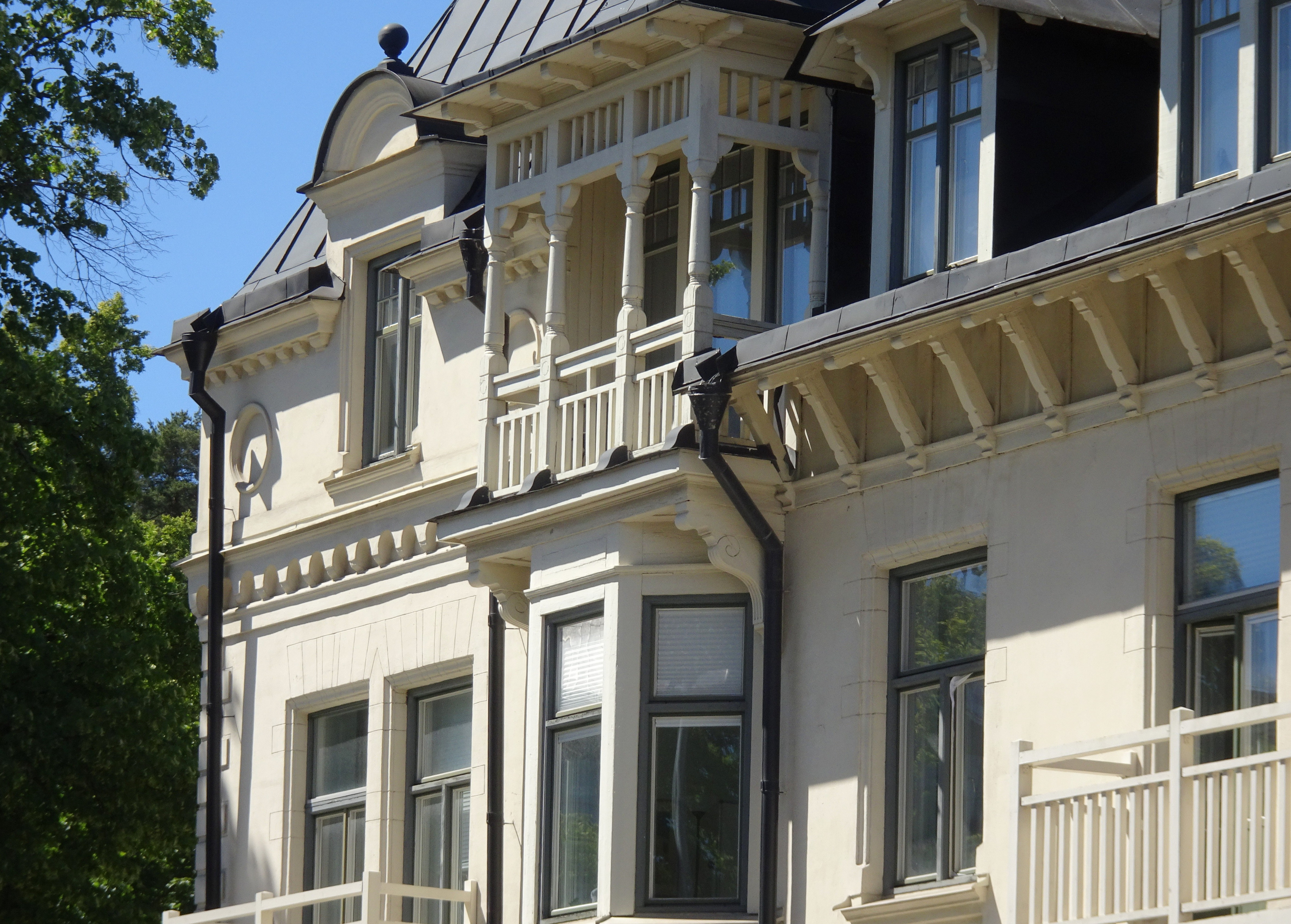
Fasaddetalj mot gatan.
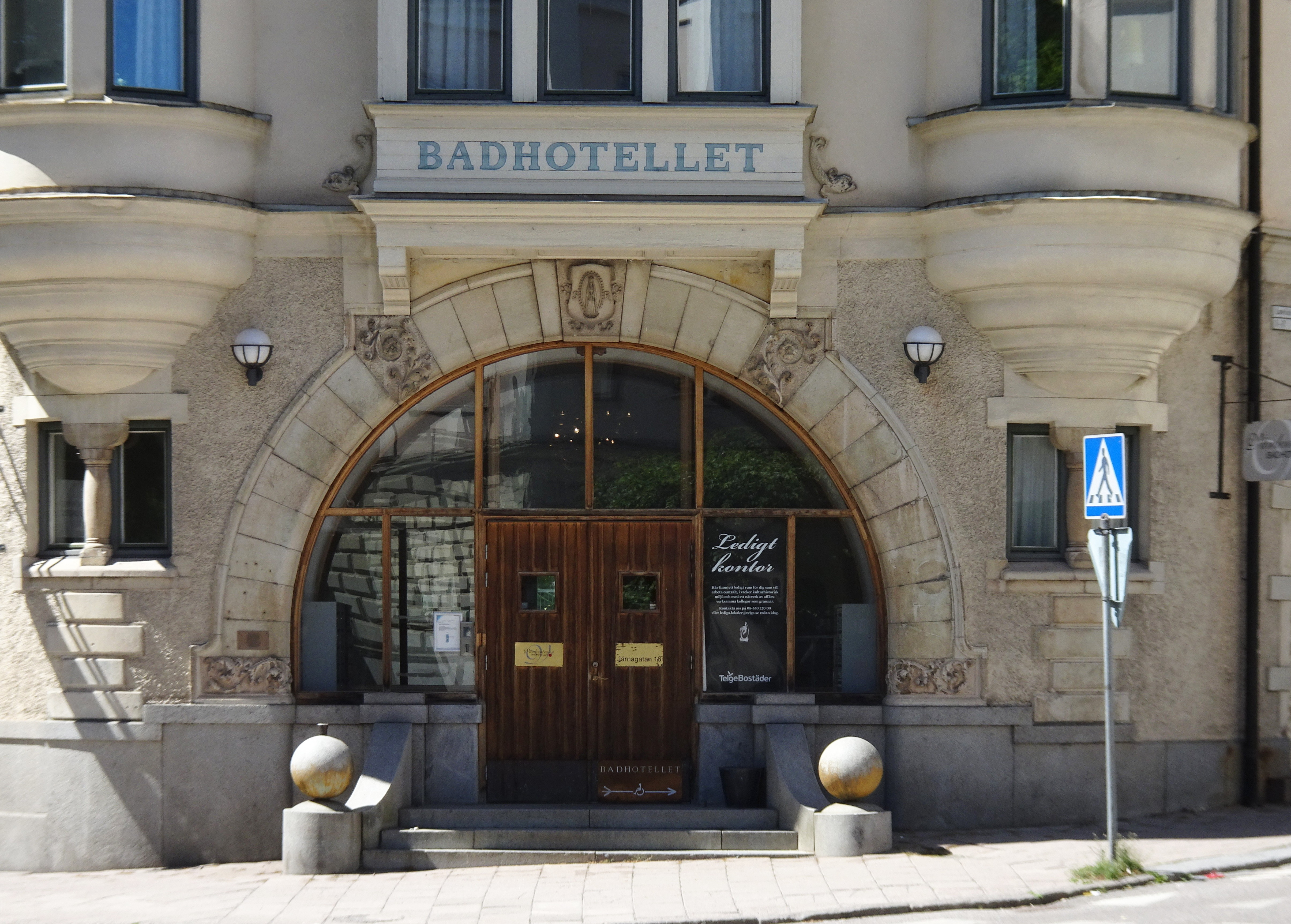
Huvudentrén mot Järnagatan.
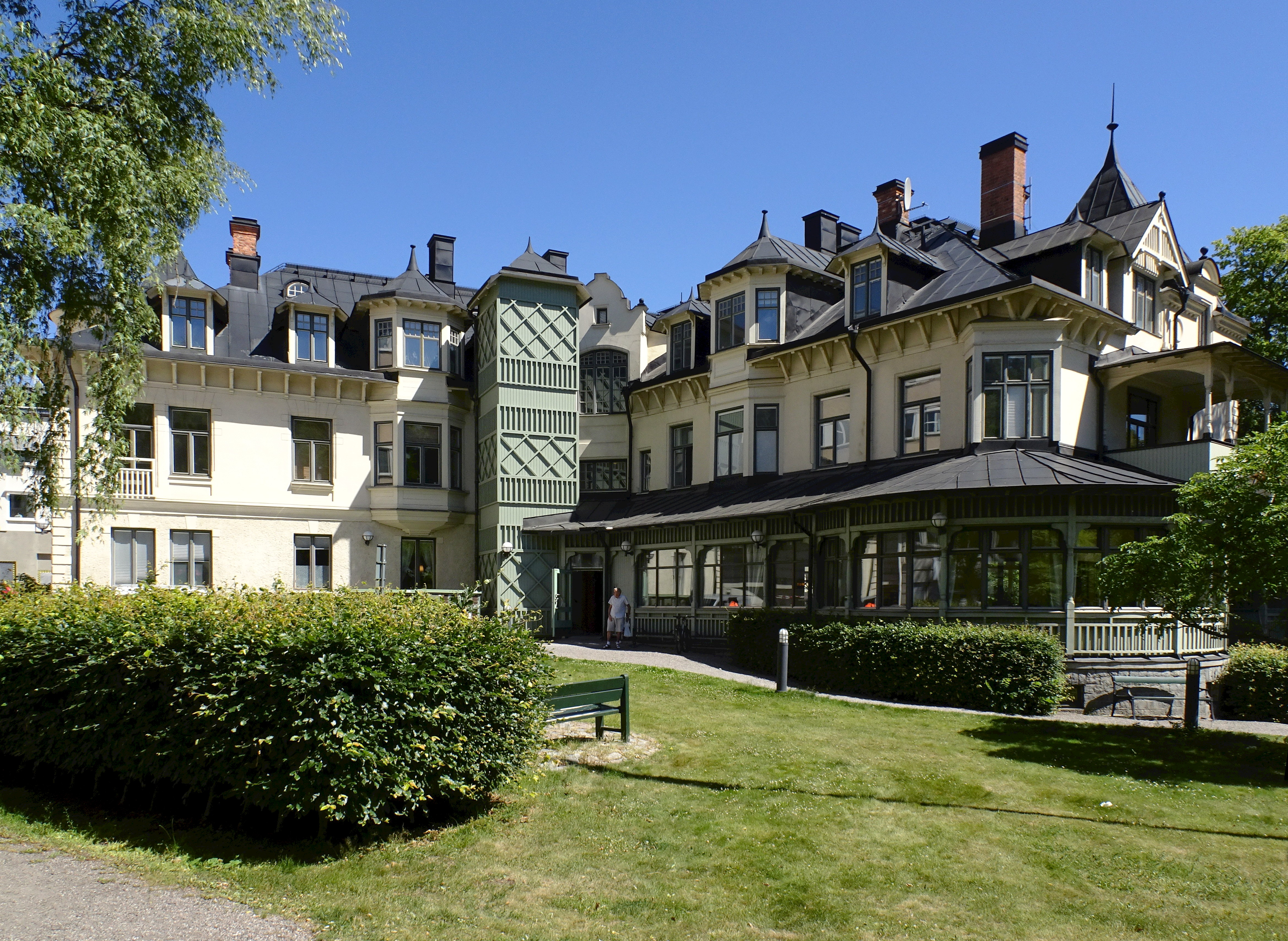
Fasad mot parken.
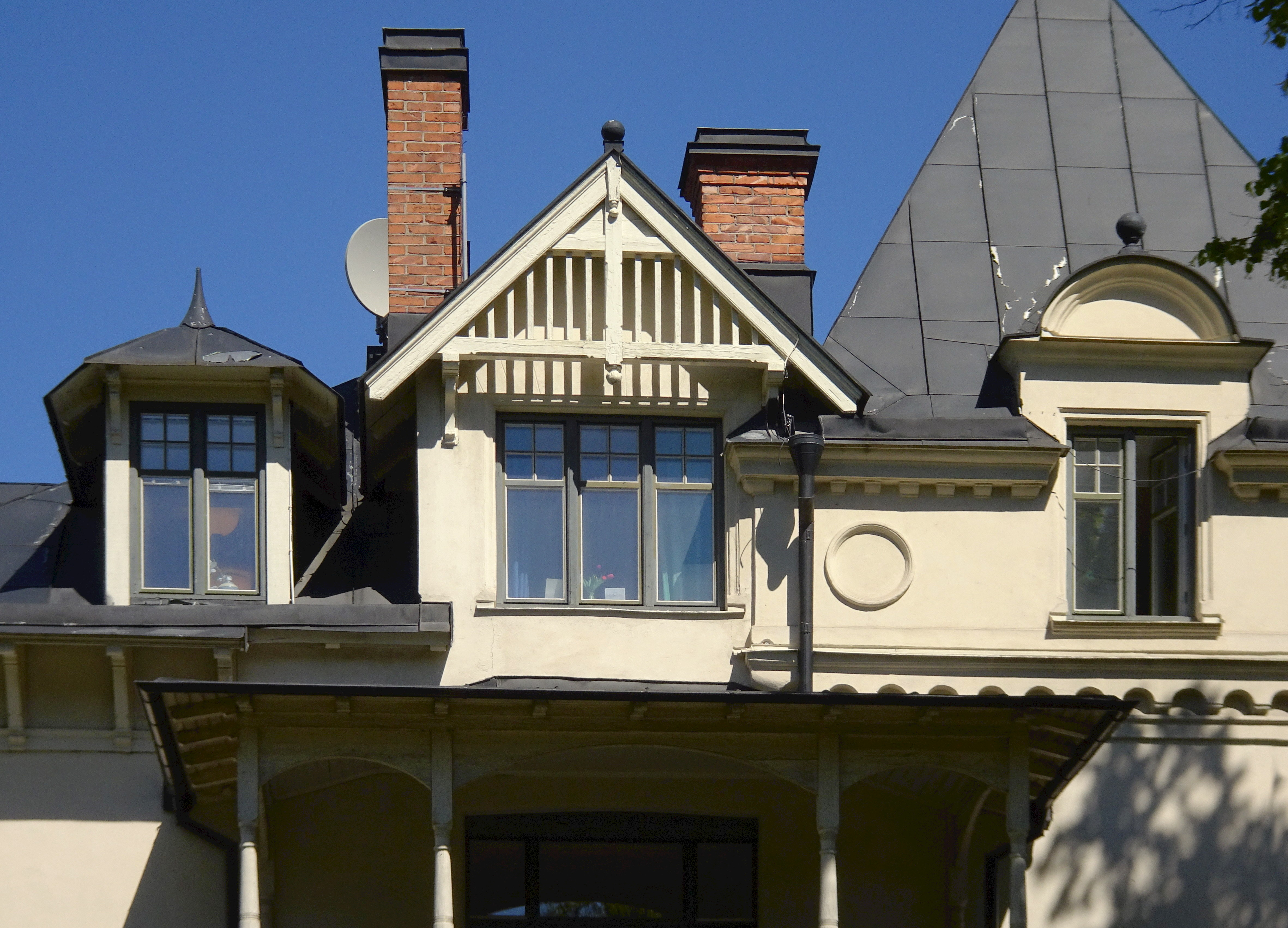
Takkupor mot parken.
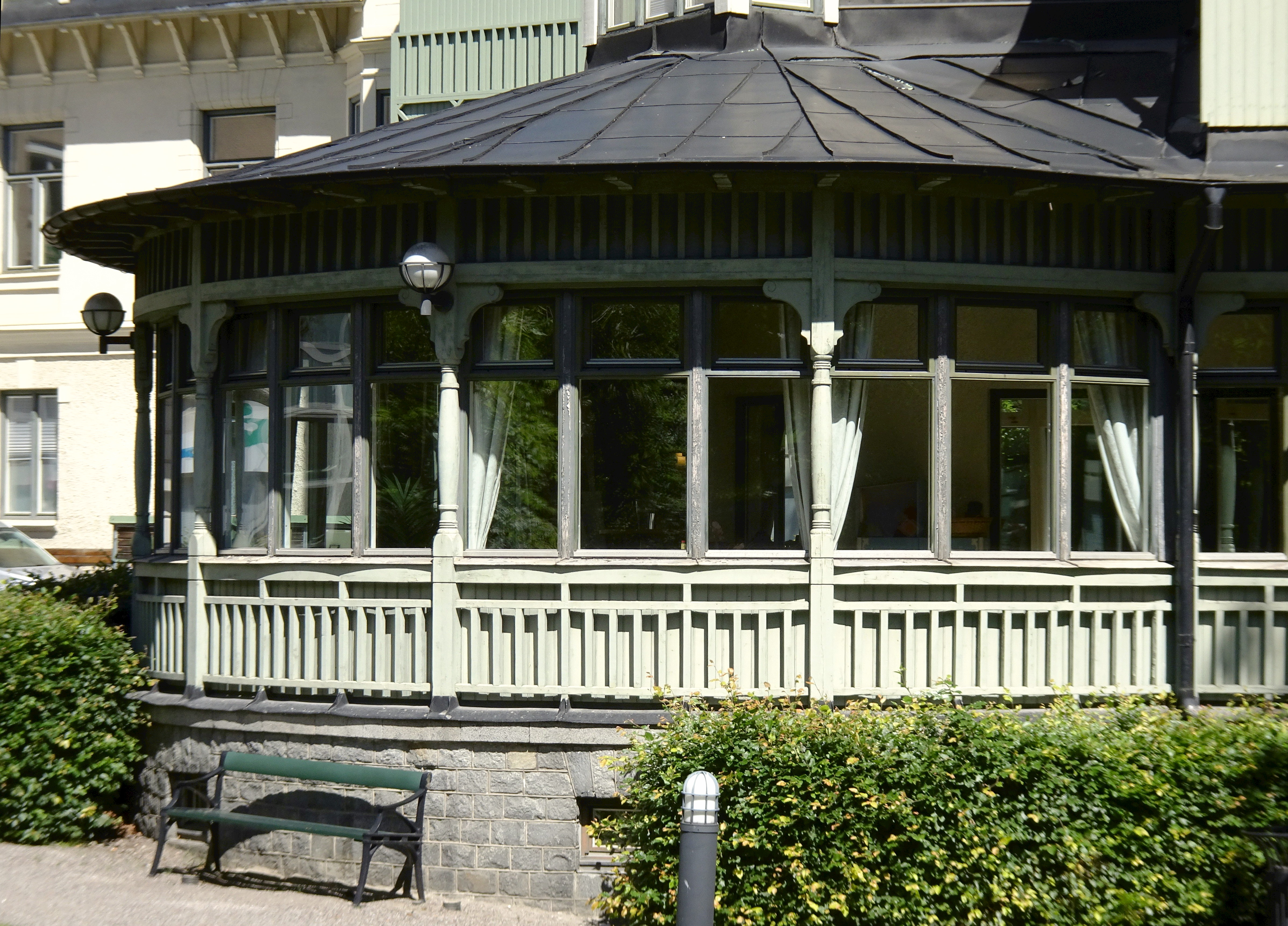
Stora verandan.